# Melagonina hoenei
Melagonina hoenei är en fjärilsart som beskrevs av M.Gaede 1933. Melagonina hoenei ingår i släktet Melagonina och familjen tandspinnare. Inga underarter finns listade i Catalogue of Life.